# Écozone néotropicale : plantes à graines par nom scientifique (E)
à compléter par ordre alphabétique

## Ec

### Ech
- Echinocactus - fam. Cactacées (Cactus) 
  - Echinocactus grusonii
  - Echinocactus horizonthalonius
  - Echinocactus parryi
  - Echinocactus platyacanthus
  - Echinocactus polycephalus
  - Echinocactus texensis

- Echinocereus - fam. Cactacées (Cactus) 
  - Echinocereus adustus
  - Echinocereus arizonicus
  - Echinocereus barthelowanus
  - Echinocereus berlandieri
  - Echinocereus brandegeei
  - Echinocereus bristolii
  - Echinocereus chisoensis
  - Echinocereus cinerascens
  - Echinocereus coccineus
  - Echinocereus coccineus
  - Echinocereus coccineus
  - Echinocereus ctenoides
  - Echinocereus dasyacanthus
  - Echinocereus davisii
  - Echinocereus engelmannii
  - Echinocereus enneacanthus
  - Echinocereus fasciculatus
  - Echinocereus fendleri
  - Echinocereus ferreirianus
  - Echinocereus fitchii
  - Echinocereus floresii
  - Echinocereus gentryi
  - Echinocereus gonacanthus
  - Echinocereus grandis
  - Echinocereus knippelianus
  - Echinocereus laui
  - Echinocereus leucanthus
  - Echinocereus longisetus
  - Echinocereus maritimus
  - Echinocereus nicholii
  - Echinocereus nivosus
  - Echinocereus ortegae
  - Echinocereus palmeri
  - Echinocereus pamanesiorum
  - Echinocereus papillosus
  - Echinocereus parkeri
  - Echinocereus pectinatus
  - Echinocereus pensilis
  - Echinocereus pentalophus
  - Echinocereus perbellus
  - Echinocereus polyacanthus
  - Echinocereus poselgeri
  - Echinocereus primolanatus
  - Echinocereus pseudopectinatus
  - Echinocereus pulchellus
  - Echinocereus rayonensis
  - Echinocereus reichenbachii
  - Echinocereus rigidissimus
  - Echinocereus rigidissimus
  - Echinocereus russanthus
  - Echinocereus salm-dyckianus
  - Echinocereus salmianus
  - Echinocereus scheeri
  - Echinocereus schmollii
  - Echinocereus sciurus
  - Echinocereus sciurus
  - Echinocereus scopulorum
  - Echinocereus spinigemmatus
  - Echinocereus stoloniferus
  - Echinocereus stramineus
  - Echinocereus subinermis
  - Echinocereus triglochidiatus
  - Echinocereus triglochidiatus
  - Echinocereus viereckii
  - Echinocereus viridiflorus
  - Echinocereus websterianus

- Echinofossulocactus - fam. Cactacées (Cactus) 
  - Echinofossulocactus anfractuosus

- Echinopsis - fam. Cactacées (Cactus) 
  - Echinopsis ancistrophora
  - Echinopsis arachnacantha
  - Echinopsis atacamensis
  - Echinopsis aurea
  - Echinopsis backebergii
  - Echinopsis bridgesii
  - Echinopsis bruchii
  - Echinopsis caineana
  - Echinopsis calochlora
  - Echinopsis candicans
  - Echinopsis chamaecereus
  - Echinopsis chiloensis
  - Echinopsis chrysantha
  - Echinopsis cinnabarina
  - Echinopsis eyriesii
  - Echinopsis famatinensis
  - Echinopsis ferox
  - Echinopsis formosa
  - Echinopsis haematantha
  - Echinopsis hertrichiana
  - Echinopsis herzogiana
  - Echinopsis huascha
  - Echinopsis lageniformis
  - Echinopsis lateritia
  - Echinopsis leucantha
  - Echinopsis mamillosa
  - Echinopsis marsoneri
  - Echinopsis maximiliana
  - Echinopsis mirabilis
  - Echinopsis obrepanda
  - Echinopsis oxygona
  - Echinopsis pachanoi
  - Echinopsis pampana
  - Echinopsis pasacana
  - Echinopsis pentlandii
  - Echinopsis saltensis
  - Echinopsis sanguiniflora
  - Echinopsis schickendantzii
  - Echinopsis strigosa
  - Echinopsis tarijensis
  - Echinopsis tegeleriana
  - Echinopsis terscheckii
  - Echinopsis thelegona
  - Echinopsis thionantha
  - Echinopsis tiegeliana
  - Echinopsis toralapana
  - Echinopsis yuquina

## Ep

### Epi
- Epiphyllum - fam. Cactacées (Cactus)
  - Epiphyllum anguliger
  - Epiphyllum cartagense
  - Epiphyllum crenatum
  - Epiphyllum grandilobum
  - Epiphyllum laui
  - Epiphyllum lepidocarpum
  - Epiphyllum oxypetalum
  - Epiphyllum phyllanthus
  - Epiphyllum thomasianum

- Epithelantha - fam. Cactacées (Cactus)
  - Epithelantha micromeris

## Er

### Eri
- Eriosyce - fam. Cactacées (Cactus)
  - Eriosyce rodentiophila
  - Eriosyce sandillon
  - Eriosyce subgibbosa

### Ery
- Erythroxylum - Érythroxylacées
  - Erythroxylum coca - Coca

## Es

### Esc
- Escobaria - fam. Cactacées (Cactus)
  - Escobaria aguirreana
  - Escobaria chihuahuensis
  - Escobaria cubensis
  - Escobaria dasyacantha
  - Escobaria emskoetteriana
  - Escobaria henricksonii
  - Escobaria hesteri
  - Escobaria laredoi
  - Escobaria leei
  - Escobaria lloydii
  - Escobaria minima
  - Escobaria missouriensis
  - Escobaria robbinsorum
  - Escobaria roseana
  - Escobaria sneedii
  - Escobaria tuberculosa
  - Escobaria vivipara
  - Escobaria zilziana

- Escontria - fam. Cactacées (Cactus)
  - Escontria chiotilla

### Esp
- Espostoa - fam. Cactacées (Cactus)
  - Espostoa blossfeldiorum
  - Espostoa guentheri
  - Espostoa lanata
  - Espostoa melanostele
  - Espostoa mirabilis
  - Espostoa senilis

- Espostoopsis - fam. Cactacées (Cactus)
  - Espostoopsis dybowskii

## Eu

### Eul
- Eulychnia - fam. Cactacées (Cactus)
  - Eulychnia acida
  - Eulychnia breviflora
  - Eulychnia castanea
  - Eulychnia iquiquensis
  - Eulychnia ritteri